# Théophile Wahis

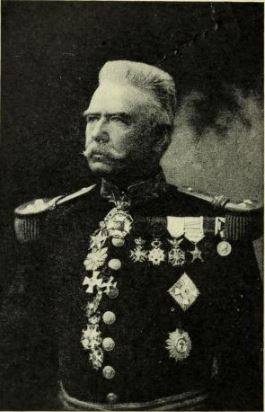
Théophile Wahis, Generalgouverneur von Kongo-Freistaat, Aufnahme vor 1908.

 Théophile Théodore Joseph Wahis (* 27. April 1844 in Menen, Belgien; † 26. Januar 1921 in Schaerbeek/Schaarbeek, Belgien) war ein belgischer Soldat und Kolonialadministrator, der Ende der 1880er Jahre für den belgischen König Leopold II. im Kongo-Freistaat eingesetzt war. Er amtierte dort von 1892 bis 1908 als Vize- bzw. Generalgouverneur und beendete seine Karriere im Dienstgrad Generalleutnant.

## Biografie

### Ausbildung und frühe Jahre
Wahis war der Sohn von Théophile Wahis, einem in Douai geborenen Infanterieoffizier, und von Clotilde Delrue.
Schon früh schlug er eine militärische Laufbahn ein und trat 1861 der Königlichen Militärakademie in Brüssel bei, die er 1863 als Leutnant abschloss. Als Ordonnanzoffizier unter Oberst Alfred van der Smissen nahm er 1864 als Teil des belgischen Kontingents an der Intervention in Mexiko teil[1]. Er zeichnete sich in der Schlacht von La Loma, Nuevo Leon und Charco Redondo aus. Am 16. Juli 1865 wurde er von Marschall Bazaine, dem Kommandeur des französisch-belgischen Expeditionskorps, für seine Tapferkeit während des Angriffs bei Loma im Armeebericht erwähnt. 1869 sprach Baron van der Smissen von der „ritterlichen Tapferkeit“ des jungen Leutnants Wahis.
Er kehrte nach Belgien zurück und blieb während seines Dienstes bei den Grenadieren seinem Mentor Oberst Van der Smissen nahe. So diente er als dessen Adjutant, auch in der Zeit, als Van der Smissen selbst als Adjutant des Königs eingesetzt war. Er trat 1870 in die belgische Kriegsschule ein.
Im Juni 1890 wurde er von König Leopold II. zum Generalsekretär des Innenministeriums des Freistaats Kongo ernannt. Im November 1891 wurde er zum Vizegouverneur und dann von 1892 bis 1898 zum Generalgouverneur des Freistaats Kongo (als Nachfolger von Camille Janssen) und von 1908 bis 1912 von Belgisch-Kongo ernannt. Er ist der Schöpfer der Streitkräfte, der sog. Force Publique, die aus indigenen Soldaten rekrutiert wurde, und er organisierte die Verwaltungspolizei. Er regulierte außerdem den Waffenhandel und führte Feldzüge gegen arabische Sklavenhändler in Stanley Falls und Basoko.

### Königliches Museum für Zentralafrika in Tervuren
1902 wurde er zum Generalmajor und im Dezember 1905 zum Generalleutnant befördert, dem höchsten Rang in der belgischen Militärhierarchie. Er übernahm das Kommando über den 4. Militärbezirk in Namur. Am 6. Januar 1906 wurde er Adjutant von König Leopold II. Insbesondere ist er für die Organisation des Königlichen Museums für Zentralafrika in Tervuren verantwortlich. Théophile Wahis stand Leopold II. nahe und war eine Persönlichkeit, die von der Staatsräson und der Loyalität gegenüber seinem Herrscher geprägt war.
Seine militärische Laufbahn endete im Juni 1909 mit seiner Versetzung in den Ruhestand. Er wurde Geschäftsmann und hatte eine Anstellung in einem Unternehmen in Niederländisch-Indien und in der Compagnie du Katanga im Kongo.

## Auszeichnungen
Nach Wahis wurde eine Straße in Memen, sowie der General Wahis Boulevard (niederländisch: Generaal Wahislaan), eine Hauptverkehrsader der Brüsseler Ringstraße in der Gemeinde Schaerbeek, benannt.
Er erhielt die folgenden Orden:
- Großoffizier des belgischen Leopoldsordens;
- Großkreuz des belgischen Kronenordens;
- belgisches Militärkreuz, 1. Klasse;
- Kommandeur des Afrikanischen Sternenordens
- Ritter I. Klasse des österreichischen Ordens der Eisernen Krone
- Großkreuz (bzw. Ritter I. Klasse des preußischen Roten Adlerordens)
- Großoffizier des portugiesischen Ritterordens von Avis
- Kommandeur mit Plakette des Ordens des Heiligen Stanislaus von Russland;
- Ritter des Ordens des Heiligen Wladimir;
- Kommandeur des schwedischen Schwertordens;
- Kommandeur des serbischen Takovo-Ordens
- Kommandeur des vatikanischen Piusordens;
- Offizier der Ehrenlegion;
- Ritter des mexikanischen Guadalupe-Ordens
- Étoile de Service;
- Médaille commémorative 1870–1871;
- Médaille Commémorative du règne de Léopold II (Belgien);
- Médaille du roi Albert (Belgien);
- Médaille de l'Expédition du Mexique (Frankreich);
- Militärische Verdienstmedaille von Mexiko.